# Oberneukirchen (Niemcy)
Oberneukirchen – miejscowość i gmina w Niemczech, w kraju związkowym Bawaria, w rejencji Górna Bawaria, w regionie Südostoberbayern, w powiecie Mühldorf am Inn, wchodzi w skład wspólnoty administracyjnej Polling. Leży około 9 km na południe od Mühldorf am Inn.

## Demografia
| Rok  | Liczba mieszk. |
| ---- | -------------- |
| 1970 | 751            |
| 1987 | 684            |
| 2000 | 775            |
| 2005 | 818            |

### Struktura wiekowa
Dane o ludności z 31 grudnia 2008:
| Opis                                | Ogółem | Ogółem | Kobiety | Kobiety | Mężczyźni | Mężczyźni |
| ----------------------------------- | ------ | ------ | ------- | ------- | --------- | --------- |
| Jednostka                           | osób   | %      | osób    | %       | osób      | %         |
| Populacja                           | 828    | 100    | 387     | 46,74   | 441       | 53,26     |
| Wiek przedprodukcyjny (0–17 lat)    | 215    | 25,97  | 97      | 11,71   | 118       | 14,25     |
| Wiek produkcyjny (18–65 lat)        | 464    | 56,04  | 214     | 25,85   | 250       | 30,19     |
| Wiek poprodukcyjny (powyżej 65 lat) | 149    | 18     | 76      | 9,18    | 73        | 8,82      |

## Polityka
Wójtem gminy jest Franz Steiglechner, rada gminy składa się z 8 osób.
|      | FW/WG | Razem |
| 2008 | 8     | 8     |
| 2002 | 8     | 8     |